# Hewioso
Hewioso, Grom z Hewio – u Fonów androgyniczny bóg nieba, płodności i żelaza, darzący ludzi urodzajem, ale też śmiercią i zniszczeniem.
Inne teonimy: So, Sogbo, Agbolesu.